# Megascops choliba
El autillo chóliba, autillo americano, autillo tropical o lechuza tropical (Megascops choliba), también denominado currucutú común, estucurú, sumurucucu, alilicucu común, alicucu común, tamborcito común, turututú y lechucita neotropical, es una especie de ave estrigiforme de la familia Strigidae que vive en América. Como otras rapaces nocturnas es un depredador de pequeños animales dotado de garras, patas y pico especializados para cazar.

## Distribución y hábitat
Habita desde Costa Rica hasta Uruguay y todo el norte y centro de la República Argentina (hasta Mendoza, norte de La Pampa y nordeste de Buenos Aires). En apariencia es una especie sedentaria. Se encuentra en selvas, montes naturales y artificiales, sabanas, cerros de hasta 2000 metros sobre el nivel del mar, plantaciones, parques y jardines.

## Descripción
Su longitud total varía de 225 mm (macho) a 240 mm (hembra). Presenta un disco o máscara facial bordeada de negro por detrás y penachos auriculares pequeños aunque evidentes que puede levantar o replegar como si fueran orejas. Su coloración dorsal es parda con estrías negras y manchitas canelas; por debajo es blanco también con estrías negras y un borrado ondulado con el tono canela difundido en todas partes.

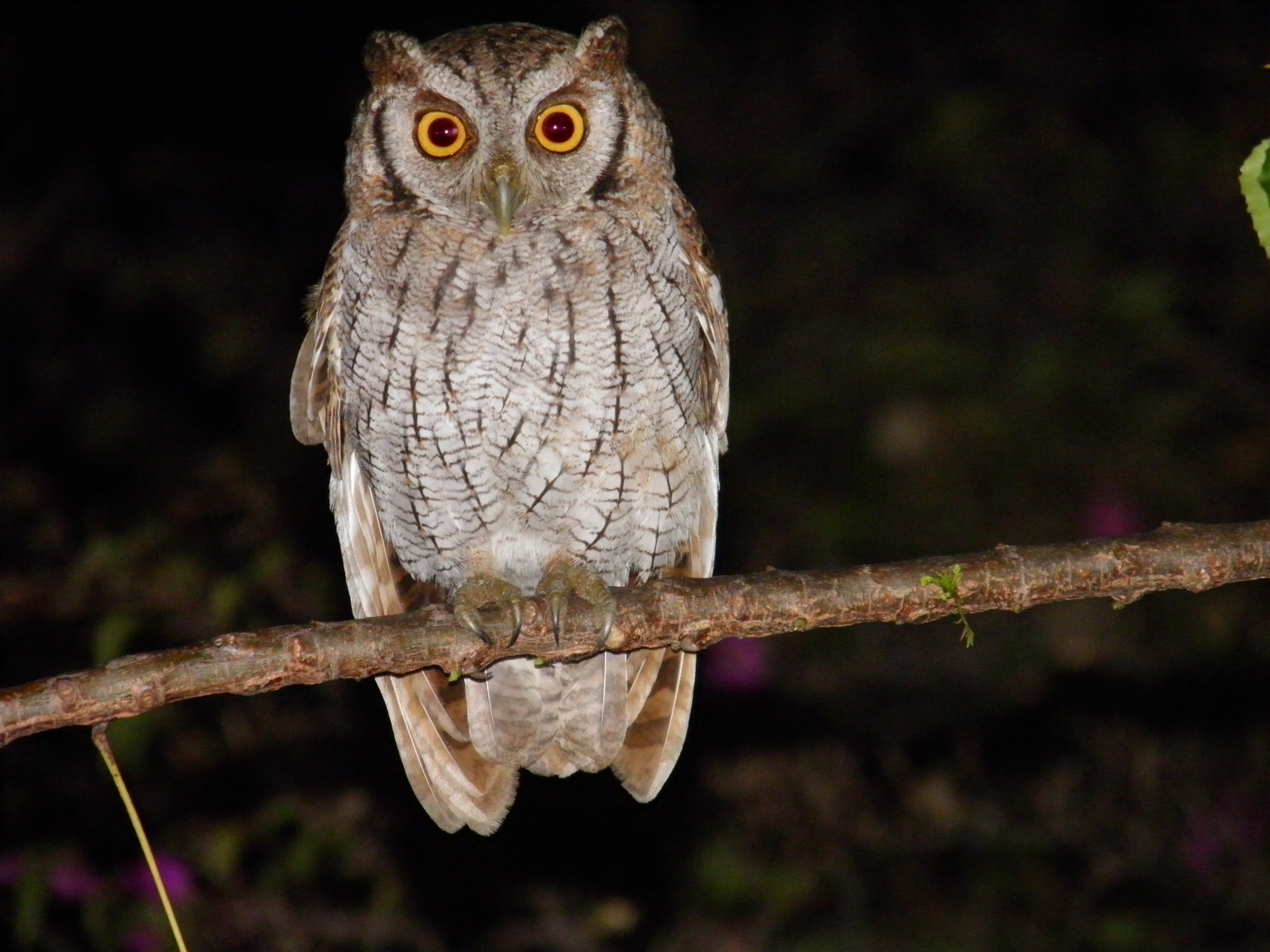
Megascops choliba, frecuente en el Estado Nueva Esparta, Venezuela, en donde le llaman Muriquita

## Comportamiento
Suele encontrase a los autillo chólibas solos, en parejas o en grupos familiares. Tienen hábitos nocturnos y durante el día permanecen entre la vegetación, pasando desapercibido gracias al camuflaje que le brinda su plumaje críptico. Si es molestado por algo, vuela lentamente una breve distancia para volver a esconderse.
Se alimenta de coleópteros que captura en el suelo; además busca mariposas nocturnas y otros insectos alados, que caza en vuelo. Durante los meses de otoño e invierno, cuando los artrópodos disminuyen drásticamente, es posible que se alimente de roedores y otros pequeños animales. 
Emite vocalizaciones agudas y ásperas, siendo diferentes las voces del macho y la hembra, los cuales tienen por costumbre llamarse en una suerte de dúo durante las horas de la noche. Las voces tan particulares de ésta y otras especies de búhos, así como el desconocimiento general de sus hábitos, hizo que estas inofensivas aves fueran relacionadas con malos augurios y brujerías, lo cual es totalmente infundado. En realidad, su función dentro de la naturaleza es muy positiva, ya que por su alimentación contribuye a eliminar plagas agrícolas y vectores de enfermedades. A partir de octubre nidifica en huecos de árboles. La única postura anual se compone de tres o cuatro, pudiendo en ocasiones llegar hasta seis, huevos de color blanco.

## Subespecies

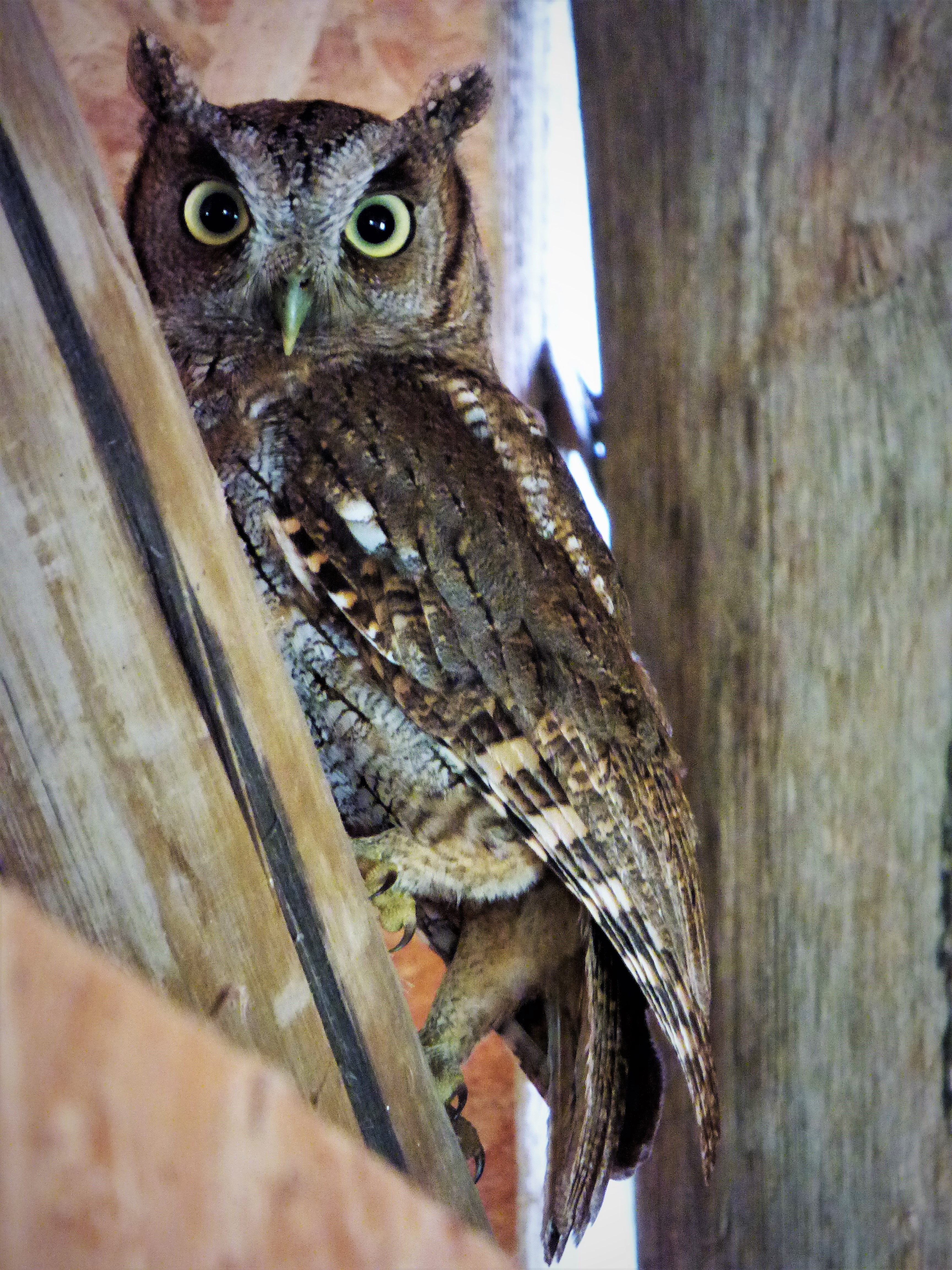
Ejemplar de Tamborcito (Megascops choliba) en Uruguay. Fotografía del MNHN.

Se conocen las siguientes subespecies:
- M. c. choliba (Vieillot 1817): se encuentran en el sur de Mato Grosso y São Paulo, Brasil, al sur hasta el este de Paraguay.
- M. c. luctisomus (Bangs y Pernard 1921): se encientran desde de la costa del Pacífico de Costa Rica, al sur de la Zona del Canal de Panamá, y en el Archipiélago de las Perlas.
- M. c. margaritae (Cory 1915): Limitado a las islas Margarita, cerca del norte de Venezuela.
- M. c. crucigerus (Spix 1824): se encuentra desde el este de Colombia, Venezuela y al sur y el este de Perú. Plumas del cuerpo tienen suaves manchas amarillentas.
- M. c. duidae (Chapman 1929): Confinado a laderas boscosas de Venezuela. Es una de las subespecies más oscuras con una corona más uniforme y una quebrada, blanquecino, collar en parte posterior del cuello, es la única con una banda blanca en la parte posterior del cuello. Tal vez representa una especie separada.
- M. c. decussatus (Lichtenstein 1823): se encuentra en el centro y el sur de Brasil. Más pequeño y más pálido que crucigerus, con manchas blanquecinas en el manto.
- M. c. uruguaiensis (Hekstra 1982): se encuentra en el sureste de Brasil (Santa Catarina, Rio Grande do Sul), el noreste de Argentina y Uruguay.
- M. c. surutus (L. Kelso 1941): Se encuentra en Bolivia. Rojizo brillante y las rayas y los bares están más reducidas.
- M. c. wetmorei (Brodkorb 1937): se encuentra en el Chaco de Paraguay y Argentina, al sur de Mendoza y noreste de Buenos Aires. Más oscuro que decussatus.